# Natalia Ponce de León
Natalia Ponce de León (Bogotà, Colòmbia, 1981) és una empresària colombiana i víctima de violència de gènere que va ser atacada amb àcid el 2014 en un atemptat que li va deixar la cara desfigurada.
El 27 de març del 2014, Jonathan Vega, un home obsessionat amb Natalia, es va presentar davant d'ella i li va llançar un litre d'àcid sulfúric que li va cremar la cara, els braços, una cama i mig abdomen. Després de sobreviure a l'agressió i després de 16 operacions, Ponce de León ha protagonitzat diverses campanyes per cridar l'atenció sobre els atacs amb àcid que pateixen moltes dones cada any a Colòmbia. Des de la denúncia i a partir del seu judici, també s'ha aconseguit que les penes per aquests atacs siguin de fins a «30 anys si es causa deformitat o dany permanent, o fins als 50 si l'atac és contra una dona o una menor d'edat».
El 2015, es va crear la fundació que porta el seu nom per assessorar sobre els seus drets i assistir a les víctimes d'atacs d'àcid.
Des 2016, forma part de la iniciativa «No més màscares» en què es demana a les víctimes d'atacs amb àcid que comparteixin una fotografia de la seva cara desfigurada per conscienciar la societat colombiana.
En 2017 és una de les 6 dones a Colòmbia més poderoses en termes de transformació social positiva, segons la publicació internacional Latin American Post.
L'impacte del cas de Ponce de León ha significat majors iniciatives per la defensa dels drets de les dones a Colòmbia, tot i que la violència contra la dona en aquest país es manté encara com un dels vessants de violència més comuns en el panorama colombià.

## Premis i reconeixements
- En 2016, Ponce de León va rebre el premi «Outlook Inspirations» atorgat pel programa de ràdio Outlook de la BBC, com a figura «inspiradora i de gran coratge».[7]
- Com a forma de reconeixement internacional, Ponce de León va formar part de la llista de les 100 dones de l'any 2016 elaborada per la BBC.[10]

- El 29 de març de 2017, Natàlia Ponce de León va ser unes de les dotze dones escollides per lluitar a favor dels drets, per lliurar-li el «Premi Internacional Dona Coratge», premi que li va ser lliurat per la primera dama dels Estats Units d'Amèrica, Melania Trump.

## L'atac
El 27 de març de 2014, Natalia Ponce es trobava de visita a l'apartament de la seva mare, al nord de Bogotà. Una trucada de la recepció de l'edifici va avisar a Natàlia que un exnuvi li buscava a porteria. Ponce de León va baixar fins a l'entrada de l'edifici i es va trobar amb un home d'esquena que vestia una caputxa. Estranyada per no veure al seu exnuvi, Natalia li va preguntar a l'individu qui era. L'estrany es va donar volta i li va llançar un líquid a la cara i tot seguit va fugir corrent del lloc. Segons la pròpia Natalia, a partir d'aquell moment li va començar a caure trossos de pell i roba. Natalia va córrer a l'apartament de la seva mare a la recerca d'un bany per refrescar-se amb aigua. Després de l'atac, Ponce de León va ser atesa urgentment en una clínica. Natalia no era conscient de la substància química que tenia en la seva pell, i el contacte amb l'aigua va empitjorar l'efecte de l'acid. La notícia es va escampar pels mitjans de comunicació colombians, igual que el judici que es va dur a terme en contra de l'agressor, que va comptar amb una multitudinària cobertura periodística i gran pressió social en contra de l'acusat, Jonathan Vega.

### Recuperació
Després de l'atac, Natalia Ponce de León va començar una llarga travessia en diferents sales d'hospital. Van ser necessàries 24 intervencions quirúrgiques per recuperar la pell danyada del seu cos, sobretot a la cara, part que es va dur el pitjor de l'agressió. Ponce de León va ser donada d'alta el 30 de maig de 2014 després de rebre nou cirurgies.
Gairebé de forma simultània, el cas contra Jonathan Vega avançava a causa que la Fiscalia va recol·lectar les proves del seu atac i que el mateix Vega va ser capturat per la policia.